# ルシアン (企業)

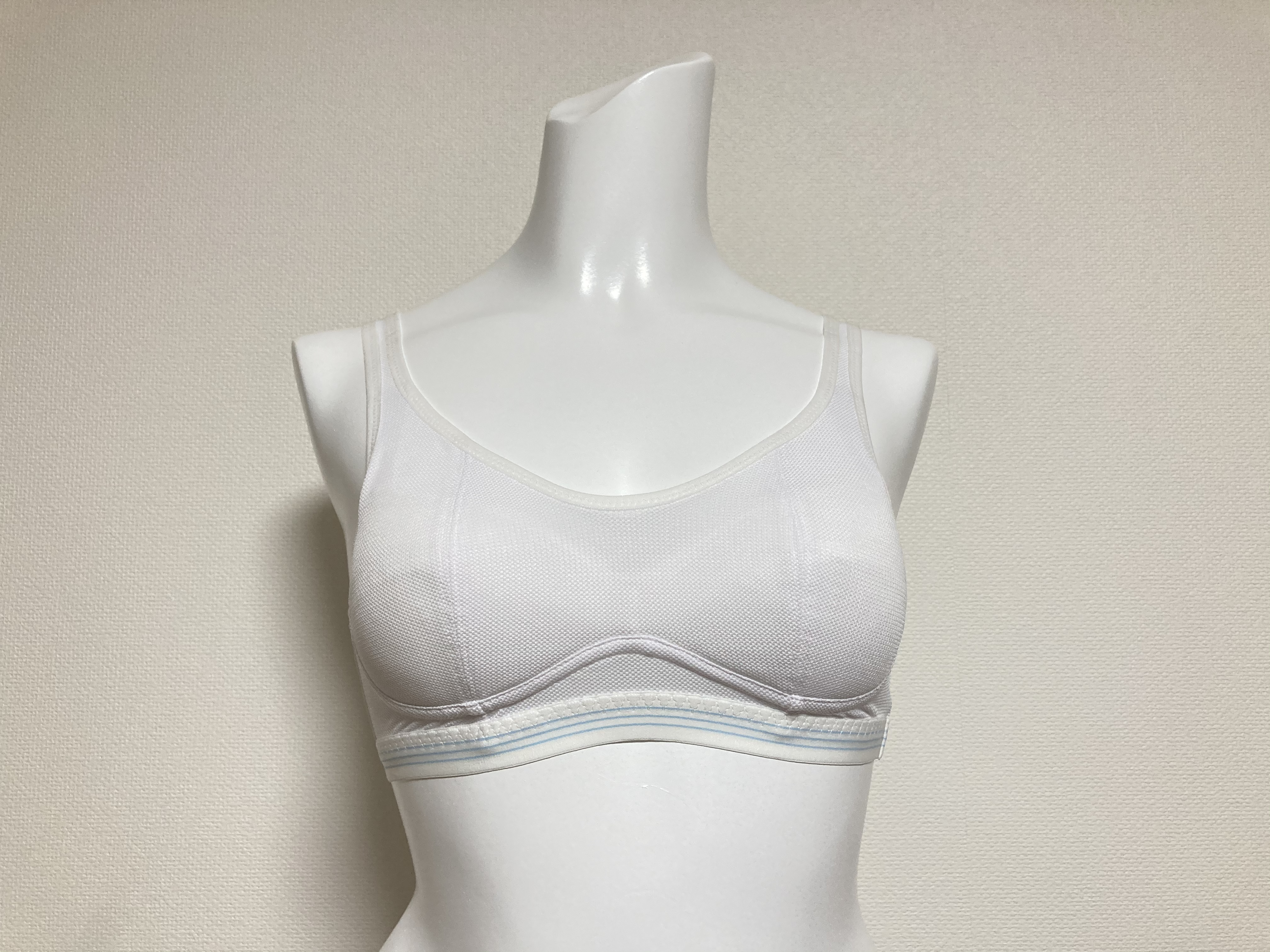
ルシアン 部活ブラ2007年発売のスポーツブラシリーズ。2016年に累計販売枚数が200万枚を越えたヒット商品である。

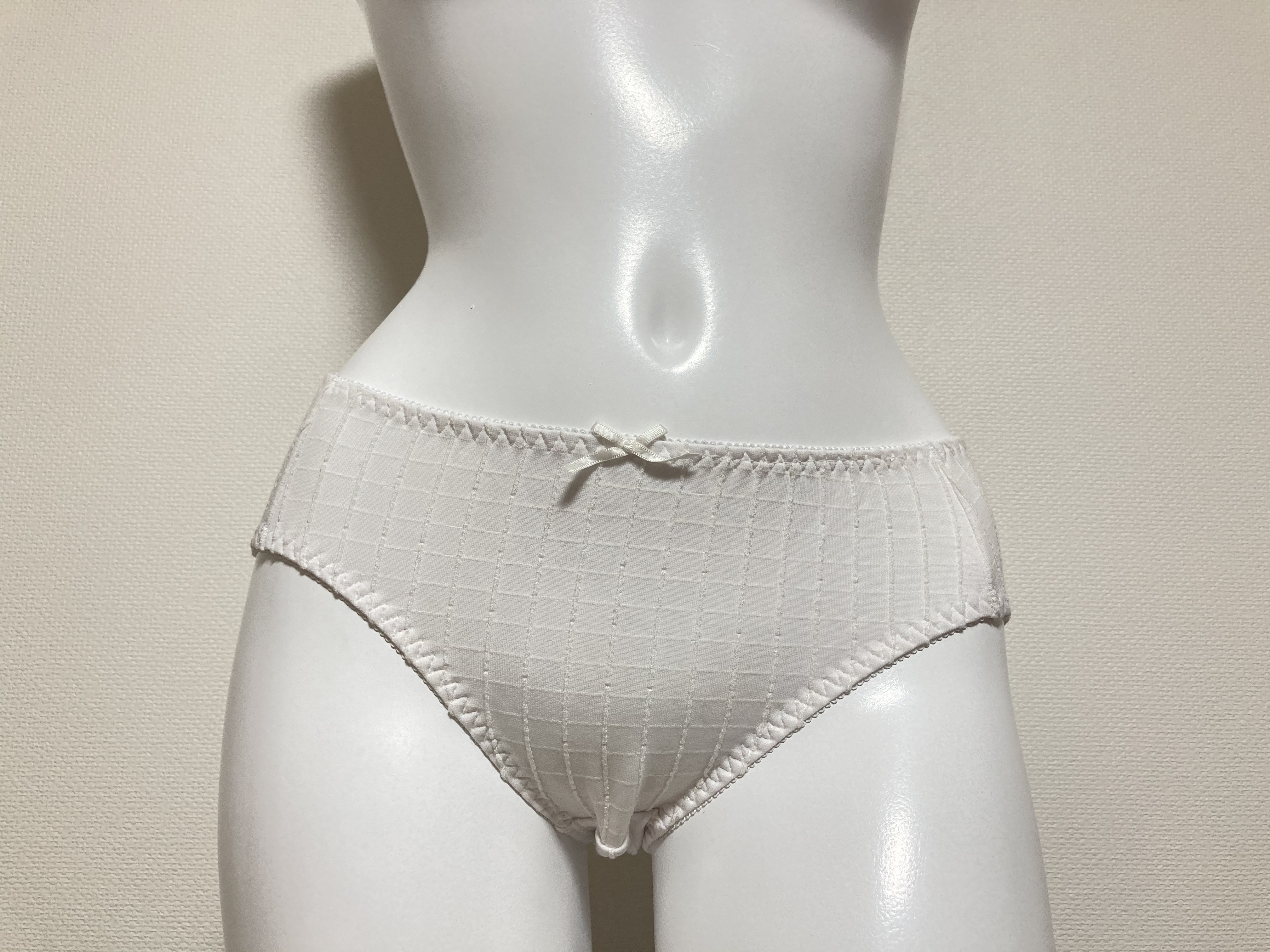
ルシアン ショーツ

株式会社ルシアン（LECIEN CORPORATION）は、京都府京都市南区にある企業。下着や手芸用品、素材の製造、販売を手がける。

## 概要
京都府京都市南区吉祥院中島町29番地に本店を置く。親会社の株式会社ワコールホールディングスの本社内にある。
本社機能は京都府京都市下京区七条御所ノ内南町103 ワコール京都ビル3F内にある京都店が有する
インナーウェア、手芸用品、レース素材の製造、販売を行う。

## 沿革
1933年2月、野村直三が「野村商店」を創業。戦後の1946年8月、「株式会社野村商店」を設立した。当初はレース等の繊維製品や雑貨の輸入、販売を行っていた。そのとき取引していたのがフランスのルシアン・ギルバート社であった。1950年、コスモ刺繍糸を発売した。
1955年10月、婦人向け下着の取扱いを開始。1963年5月、「野村株式会社」に社名変更。1992年4月、「株式会社ルシアン」に社名変更した。
2009年8月、ワコールホールディングスによって完全子会社化。ファストファッション市場の拡大に伴い販売の多角化を迫られたワコール側の狙いがあった。2015年4月、「株式会社ルシアン京都」に社名変更し、5月に株式会社ワコールへと吸収合併された。ルシアン京都への社名変更の際、現在の「株式会社ルシアン」が設立され、事業が承継された。
2020年にテキスタイル事業を撤退。同年3月23日、ルシアン直営ECサイトであった「ルシアンオンラインショップ」閉店。代替としてワコール公式通販（ワコールウェブストア）、Amazon.co.jp、マガシークが公式サイト上で案内されている。
2017年1月25日、国際人権NGOのヒューマンライツ・ナウから、ミャンマーにある委託先縫製工場における労働環境の改善を求める声明があった。劣悪な労働安全環境や、最低賃金違反疑い、女性労働者に対する保護の欠如などの訴えが認められた。これをきっかけにルシアンを含むワコールグループは問題の是正に乗り出した。日本経済新聞は日本の縫製業界が外国人労働者に依存している以上、業界の存続には労働環境の向上が欠かせないと述べた。ヒューマンライツ・ナウの事務局長を務める弁護士の伊藤和子は、日本の消費者に対し、国外の工場における労働問題に目を背けないようにと訴えた。
2025年4月1日にTANAAKK株式会社により完全子会社化。

## 事業所
- 本店：京都府京都市南区吉祥院中島町29番地
- 京都店（本社業務）：〒600-8864 京都府京都市下京区七条御所ノ内南町103 ワコール京都ビル

## グループ企業
- LECIEN（VIETNAM） CO., LTD.
- Lecien（cambodia） corporation
- 上海露香統括商貿有限公司